# Batalla de Moiry Pass (1315)
La batalla de Moiry Pass fue un enfrentamiento militar entre un ejército escocés-irlandés liderado por Edward Bruce, hermano de Roberto I de Escocia, y fuerzas hiberno-normandas, en el transcurso de la primera guerra de Independencia de Escocia durante la invasión escocesa de Irlanda. Edward Bruce atacó una guarnición de soldados del Señorío de Irlanda, en su intento de reavivar el título de Rey Supremo de Irlanda. Aunque Bruce consideró la batalla un gran éxito, su campaña acabaría fracasando.

## Contexto
Tras la invasión normanda de Irlanda en 1169, los reyes ingleses crearon el Señorío de Irlanda con el rey de Inglaterra como señor supremo, representado en la isla por un Lord Teniente de Irlanda. El país quedó repartido entre dinastías gaélicas que sobrevivieron a la invasión y el señorío de Irlanda.
Edward Bruce, conde de Carrick, invadió Irlanda el 26 de mayo de 1315, con el apoyo de su hermano, Robert Bruce para abrir así un segundo frente en la Guerra de Independencia Escocesa, aprovechando la circunstancia de que varios miembros del clan MacDougall y sus aliados habían huido a Irlanda. En total, 6.000 hombre de Eduardo desembarcaron sin oposición cerca de Larne. Allí derrotó a los hombres de Richard Óg de Burgh, conde de Úlster, que estaban mandados por Thomas de Mandeville, antes de tomar Carrickfergus .

## Batalla
A finales de junio, Edward partió de Carrickfergus a lo largo de Magh Line (Six Mile Water), incendiando Rathmore, cerca de Antrim, que era posesión de los Savages. Luego se dirigió hacia el sur por el paso de Moiry. Aquí fue emboscado por Mac Duilechain de Clanbrassil y Mac Artain de Iveagh, que se habían sometido a él en Carrickfergus. Bruce consiguió derrotarles y obtuvo algunos suministros de los angloirlandeses que huían. Según el relato del siglo XIV de John Barbour, las tropas escocesas estaban mandadas por Thomas Randolph, conde de Moray, que las hizo luchar a pie como era habitual.

## Dundalk
Avanzando hacia el sur, destruyeron la fortaleza de Castleroache de De Verdon cerca de Dundalk. En los alrededores, Bruce se encontró con un ejército liderado por John FitzThomas FitzGerald, Señor de Offaly, su yerno Edmund Butler, conde de Carrick y Maurice FitzGerald, barón Desmond. Los escoceses los empujaron hacia Dundalk y arrasaron la ciudad y sus habitantes.En Ardee incendiaron la iglesia en la que se habían refugiado varias personas, pereciendo todos en el incendio.
Aunque Bruce disponía de un gran ejército, sufría numerosas bajas en cada enfrentamiento. Así, en 1318, sólo le quedaban 2.000 hombres. Finalmente, en la batalla de Faughart, Bruce fue derrotado, perdiendo la vida a manos de John de Bermingham, siendo enterrado en un cementerio sobre Faughart.